# Ryan Pressly
Thomas Ryan Pressly (né le 15 décembre 1988 à Dallas, Texas, États-Unis) est un lanceur droitier des Ligues majeures de baseball jouant avec les Twins du Minnesota.

## Carrière
Ryan Pressly joue au baseball et au football américain à l'école secondaire. Durant un match de football en 2006, il se blesse à un ligament du genou gauche, ce qui met en péril sa carrière sportive. Se considérant meilleur au baseball, Pressly décide après cette blessure d'abandonner la position de joueur d'arrêt-court et de tenter sa chance comme lanceur. Il est repêché au 11e tour de sélection par les Red Sox de Boston de la Ligue majeure de baseball en 2007. Il se dirige alors vers l'Université Texas Tech pour jouer au baseball, mais préfère signer un contrat de cinq ans avec les Red Sox. Après avoir joué cinq ans dans les ligues mineures avec des clubs affiliés à la franchise de Boston, Pressly est réclamé par les Twins du Minnesota au repêchage de règle 5 du 6 décembre 2012.

### Twins du Minnesota
Il fait ses débuts dans le baseball majeur comme lanceur de relève avec Minnesota le 4 avril 2013. En 49 sorties au monticule à sa première année, sa moyenne de points mérités s'élève à 3,87 en 76 manches et deux tiers lancées. Il reçoit une victoire en 3 occasions, contre 3 défaites. Il savoure sa première victoire dans les majeures le 8 mai 2013 contre les Red Sox de Boston.
Retranché par les Twins durant le camp d'entraînement du printemps 2014, Pressly commence l'année en ligues mineures chez les Red Wings de Rochester où il maintient une moyenne de points mérités de 2,98 avec 63 retraits sur des prises en 60 manches et un tiers lancées avant de rejoindre le club du Minnesota à la fin juillet. Il mérite alors sa place dans l'enclos de relève des Twins et y fait très bien le reste de la saison, avec une moyenne de points mérités de 2,86 et deux victoires en 28 manches et un tiers lancées lors de 25 apparitions au monticule.